# メイコル・グアイプ
メイコル・マーティン・グアイプ（Mayckol Martin Guaipe, 1990年8月11日 - ）は、ベネズエラ・アンソアテギ州バルセロナ出身のプロ野球選手（投手）。右投右打。現在は、フリーエージェント（FA）。

## 経歴

### プロ入りとマリナーズ時代
2006年10月11日にシアトル・マリナーズと契約。
2007年に傘下のルーキー級ベネズエラン・サマーリーグ・マリナーズでプロデビュー。15試合（先発1試合）に登板して1勝0敗・防御率1.67・13奪三振の成績を残した。
2008年はルーキー級ベネズエラン・サマーリーグでプレーし、18試合（先発1試合）に登板して2勝1敗3セーブ・防御率1.86・25奪三振の成績を残した。
2009年はルーキー級ベネズエラン・サマーリーグでプレーし、14試合（先発2試合）に登板して2勝2敗2セーブ・防御率5.46・22奪三振の成績を残した。
2010年はルーキー級ベネズエラン・サマーリーグでプレーし、18試合（先発1試合）に登板して4勝2敗4セーブ・防御率2.77・41奪三振の成績を残した。
2011年、5年目でようやく渡米した。アパラチアンリーグのルーキー級プラスキ・マリナーズでプレーし、14試合に先発登板して5勝6敗・防御率3.66・49奪三振の成績を残した。
2012年はA-級エバレット・アクアソックスで2試合に登板後、A級クリントン・ランバーキングスへ昇格。A級クリントンでは11試合に先発登板して5勝0敗・防御率3.39・34奪三振の成績を残した。
2013年はA+級ハイデザート・マーベリックスでプレーし、35試合（先発3試合）に登板して3勝4敗5セーブ・防御率5.64・57奪三振の成績を残した。
2014年はまずAA級ジャクソン・ジェネラルズでプレーし、40試合に登板して1勝3敗12セーブ・防御率2.89・56奪三振の成績を残した。6月にはサザンリーグのオールスターゲームに選出されている。オフの11月20日にマリナーズとメジャー契約を結び、40人枠入りした。
2015年6月1日のニューヨーク・ヤンキース戦でメジャーデビュー。同年は21試合に投げたが、0勝3敗・防御率5.40という成績に終わり、結果を残せなかった。
2016年8月4日に自由契約となったが、6日にマイナー契約で再契約した。オフの11月7日にFAとなった。

### ホワイトソックス傘下時代
2017年1月30日にシカゴ・ホワイトソックスとマイナー契約を結んだ。シーズン開幕前の3月26日に自由契約となった。

### 独立リーグ時代
2017年5月4日にカナディアン・アメリカン・リーグのロックランド・ボールダーズと契約した。22試合に登板して3勝0敗14セーブ、防御率2.05という成績を挙げた。

### メキシカンリーグ時代
2017年6月26日にメキシカンリーグのベラクルス・レッドイーグルスと契約した。2018年1月26日に自由契約となった。
2018年5月5日にメキシカンリーグのドゥランゴ・ジェネラルズと契約した。2019年7月26日に自由契約となった。
以降はドミニカのウィンターリーグであるリーガ・ベネソラーナ・デ・ベイスボル・プロフェシオナル（LVBP）でプレーしている。

## 詳細情報

### 年度別投手成績
| 年 度    | 球 団    | 登 板 | 先 発 | 完 投 | 完 封 | 無 四 球 | 勝 利 | 敗 戦 | セ 丨 ブ | ホ 丨 ル ド | 勝 率 | 打 者 | 投 球 回 | 被 安 打 | 被 本 塁 打 | 与 四 球 | 敬 遠 | 与 死 球 | 奪 三 振 | 暴 投 | ボ 丨 ク | 失 点 | 自 責 点 | 防 御 率 | W H I P |
| -------- | -------- | ----- | ----- | ----- | ----- | -------- | ----- | ----- | -------- | ----------- | ----- | ----- | -------- | -------- | ----------- | -------- | ----- | -------- | -------- | ----- | -------- | ----- | -------- | -------- | ------- |
| 2015     | SEA      | 21    | 0     | 0     | 0     | 0        | 0     | 3     | 0        | 2           | .000  | 121   | 26.2     | 34       | 5           | 13       | 1     | 3        | 22       | 1     | 0        | 19    | 16       | 5.40     | 1.76    |
| 2016     | SEA      | 5     | 0     | 0     | 0     | 0        | 0     | 0     | 0        | 0           | ----  | 34    | 7.1      | 8        | 0           | 4        | 0     | 0        | 5        | 0     | 0        | 6     | 4        | 4.91     | 1.64    |
| MLB：2年 | MLB：2年 | 26    | 0     | 0     | 0     | 0        | 0     | 3     | 0        | 2           | .000  | 155   | 34.0     | 42       | 5           | 17       | 1     | 3        | 27       | 1     | 0        | 25    | 20       | 5.29     | 1.74    |

- 2016年度シーズン終了時

### 背番号
- 53（2015年）
- 48（2016年）